# موفقیت‌های پیاپی
موفقیت‌های پیاپی (اسپانیایی: The Pelayos‎؛ ‏انگلیسی: Winning Streak) یک فیلم کمدی-درام اسپانیایی است که نخستین بار در سال ۲۰۱۲ در جشنواره فیلم‌های اسپانیایی مالاگا به نمایش درآمد.

## گزیدۀ بازیگران
- دانیل برول
- لوئیس امار
- میگل آنخل سیلوستره
- ادوآرد فرناندس
- بلانکا سوآرس
- بیسنته رومرو